# Knipolegus lophotes
Knipolegus lophotes là một loài chim trong họ Tyrannidae.
Loài chim này được tìm thấy ở miền trung và đông nam Brasil, Paraguay, và miền đông Uruguay. Môi trường sống tự nhiên của chúng là xavan khô và đồng cỏ. Cao độ sinh sống tối đa 1.250 m. Tên gọi thông thường trong tiếng Anh của nó là crested black tyrant, nghĩa đen là bạo chúa chỏm đầu đen.